# 渡部悅和
渡部悅和（日语：／ Watanabe Yoshikazu，1955年8月1日—）為日本埼玉縣出身之軍事學家及陸上自衛隊退役將領。具有陸上幕僚副長（陸軍副參謀長）、外務省安保課勤務及德國聯邦國防軍指揮學院留學經驗。退役後於哈佛大學亞洲中心、日本安全保障戰略研究所等機構擔任研究員，亦擔任過富士通系統統合研究所所長。

## 簡歴
- 1978年3月：東京大學工學部畢業、一般幹部候補生（U）入隊
（78幹候、防大22期相當。同期東大畢業生、中川義章。）
- 1989年1月1日：昇任3等陸佐（少校）、借調外務省
- 1992年7月：2等陸佐（中校）
- 1997年1月：昇任1等陸佐（上校）。留學德國聯邦國防軍指揮學院（英语：Führungsakademie der Bundeswehr）
- 2000年8月：第28普通科連隊長兼函館駐屯地司令
- 2002年3月：陸上幕僚監部人事部補任課長

在任期間、伊拉克人道復興支援，佐藤正久被選為先遣隊長。
- 2003年

7月：昇任陸將補（少將）
12月：第3師團副師團長兼千僧駐屯地司令。京都府丹波町發生禽流感事件時執行出動・指揮任務。
- 2005年7月28日：東部方面總監部幕僚副長
- 2006年8月4日：自衛隊東京地方協力本部長
- 2007年9月1日：防衛研究所副所長
- 2008年3月24日：陸上幕僚監部装備部長
- 2009年7月21日：昇任陸將（中將）、就任第31代第2師團長
- 2010年7月26日：陸上幕僚副長

## 著作
- 《台灣有事：日本眼中的台灣地緣重要性角色》（台湾有事と日本の安全保障：日本と台湾は運命共同体だ）：負責第一章、第三章之撰寫及全書彙整[2]:21。